# El Porvenir, San Pedro el Alto
El Porvenir är en ort i Mexiko.   Den ligger i kommunen San Pedro el Alto och delstaten Oaxaca, i den sydöstra delen av landet, 500 km sydost om huvudstaden Mexico City. El Porvenir ligger 1 783 meter över havet och antalet invånare är 178.
Terrängen runt El Porvenir är kuperad åt nordväst, men åt sydost är den bergig. Terrängen runt El Porvenir sluttar söderut. Runt El Porvenir är det ganska glesbefolkat, med 38 invånare per kvadratkilometer. Närmaste större samhälle är Los Naranjos Esquipulas, 7,7 km sydost om El Porvenir. I omgivningarna runt El Porvenir växer i huvudsak städsegrön lövskog.